# Ture Nerman

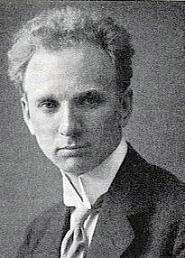
Ture Nerman

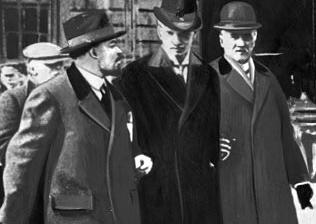
Lenin, Ture Nerman und Carl Lindhagen, Stockholm 1917

Ture Nerman (* 18. Mai 1886 in Norrköping; † 7. Oktober 1969) war ein schwedischer Kommunist, Journalist und Autor. Er war einer der bekanntesten politischen Aktivisten seiner Zeit. Nerman saß von 1930 bis 1937 und von 1946 bis 1953 im Reichstag. Er schrieb auch Gedichte und Lieder.
Nerman war ein Vegetarier und strikter Alkoholabstinenzler. Alkoholismus war zu seiner Zeit eins der größten Probleme in Schweden, und Nerman sah Alkohol als eine Droge, die die Arbeiterklasse passiv machte, so dass sie nicht mehr für bessere Verhältnisse kämpfte.
Ture Nerman hatte zwei Brüder, den Künstler Einar Nerman und den Archäologen Birger Nerman.
Nerman war politisch radikal und wechselte seine Parteizugehörigkeit zwischen den Sozialdemokraten und den Kommunisten. Als 1914 der Erste Weltkrieg ausbrach, schloss sich Nerman einer internationalen sozialistischen Gruppe an, die gegen den Krieg kämpfte. Er war 1917 zusammen mit Zeth Höglund einer der Gründer der schwedischen kommunistischen Bewegung und empfing im April des Jahres die russischen Bolschewistenführer Lenin und Sinowjew auf deren Durchreise durch Stockholm. Er reiste selbst drei Mal in die Sowjetunion, 1918 mit Anton Nilson, 1920 und 1927 und traf dort viele Bolschewistenführer wie Leo Trotzki, Sinowjew, Kamenew, Bucharin, Alexandra Kollontai und Karl Radek. Nerman unterstützte Lenin und die russische Oktoberrevolution, lehnte jedoch den Stalinismus und die weitere Entwicklung in der Sowjetunion ab.
Während des Zweiten Weltkrieges gab er die starke, antinationalsozialistische Zeitung Trots allt! heraus. Der Name der Zeitung ist an Karl Liebknechts Text Trotz Alledem! angelehnt.
Nermans Weltanschauung veränderte sich gegen Ende seines Lebens an entscheidenden Punkten. Er befürwortete nun eine schwedische NATO-Mitgliedschaft und äußerte während des Vietnamkriegs Sympathien für Südvietnam und die USA.